# Hondana
La cascada Hondana (本棚?) se ubica en el pueblo de Yamakita, en el distrito de Ashigarakami, prefectura de Kanagawa, Japón. Se origina en la montaña Tanzawa, como parte de la corriente Hondana que a su vez forma parte del brazo Nishizawa del río Nakagawa, y cuya altura aproximada es de 60 m. 
Ésta es una de las tres cascadas de la montaña Tanazawa. Las otras cascadas son: Hayatoo, Shimotana y Yuigontana.

## Datos topográficos de la zona
La montaña Tanzawa se encuentra dentro del Parque nacional Tanzawa Daizan, y tiene una altitud de 1.567 m s. n. m. Sin embargo la montaña más alta del parque es Hirugatake, con 1.672,7 m s. n. m. Otras montañas que forman parte de este sistema son Fudounomine, Hinokiboramaru, Oomuroyama y Tounodake, entre otras. 
Los tres principales ríos del parque son: Nakatsu, Kawauchi y Doushi. Cada uno cuenta con diferentes brazos y corrientes menores. La cascada Hondana forma parte del río Nakagawa, uno de los tres brazos del río Kawauchi.